# Kokkolan Palloveikot
Maillots
Dernière mise à jour : 12 février 2012.
Le Kokkolan Palloveikot (KPV) est un club de football finlandais basé à Kokkola.

## Historique
- 1930 : fondation du club sous le nom de Kokkolan Palloveikot
- 1970 : 1re participation à une Coupe d'Europe (C1, saison 1970/1971).
- 1993 : le club est renommé PV Kokkola
- 1996 : le club est renommé KPV-j
- 2004 : le club est de nouveau renommé Kokkolan Palloveikot

## Palmarès
- Championnat de Finlande
  - Champion : 1969

- Coupe de Finlande
  - Finaliste : 1982, 2006

## Joueurs ayant marqué le club
- Chad Botha ( Afrique du Sud)
- Ryan Botha ( Afrique du Sud)
- Miika Koppinen ( Finlande)
- Tero Koskela ( Finlande)
- Steve Modeste ( France)
- Henri Myntti ( Finlande)
- Noam Surrier ( France)
- Eddy Torrest ( France)
- Tuomas Uusimäki ( Finlande)
- Juha Reini ( Finlande)